# میزگرد الگونکوین

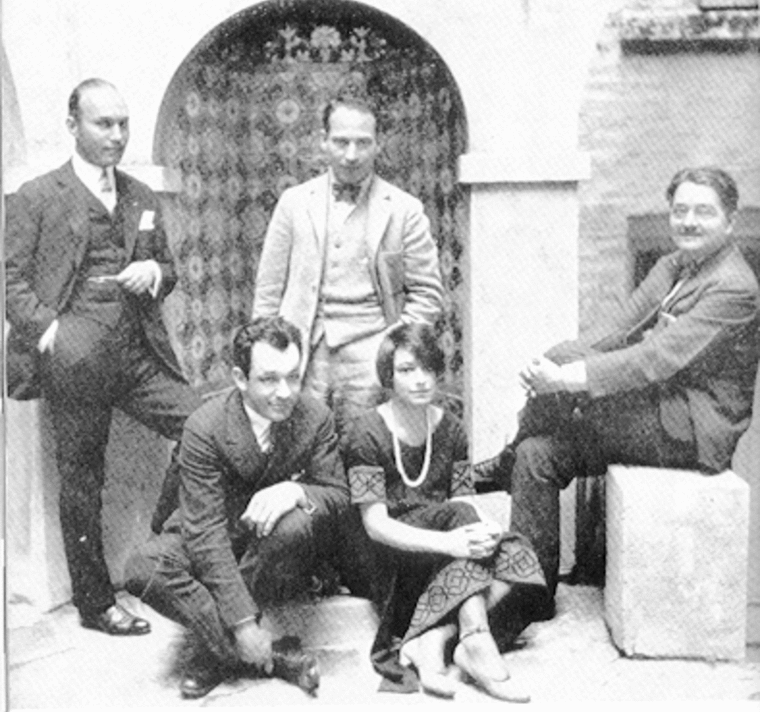
برخی از اعضای میزگرد آگونکوین؛ چارلز مک‌آرتور، هارپو مارکس و دوروتی پارکر

میزگرد الگونکوین (انگلیسی: Algonquin Round Table) گردهمایی نویسندگان، بازیگران و طنزپردازانی چون دوروتی پارکر، رابرت بنچلی، جرج اس. کافمن، ادنا فربر، مارک کانلی و هارپو مارکس است که از سال ۱۹۱۹ تا ۱۹۲۹ هر روز در هتل الگونکوین واقع در منهتن نیویورک گرد هم می‌آمدند و طی صرف ناهار، به شوخی، گفتگو و تبادل نظر می‌پرداختند.